# Heather Matarazzo
Heather Amy Matarazzo (* 10. listopadu 1982, Oyster Bay, Long Island, New York, USA) je americká herečka.
Mezi její vůbec nejznámější filmové role patří Lilly Moscovitzová ze snímku Deník princezny a Deník princezny 2: Královské povinnosti.
V roce 1997 získala cenu nezávislých filmařů Independent Spirit Awards za účinkování v nezávislém snímku Welcome to the Dollhouse, kde ztvárnila hlavní postavu jedenáctileté dívky Dawn Wienerové.
V roce 2004 se otevřeně přihlásila ke své homosexuální orientaci.

## Filmografie
- 2007	Hostel II.
- 2006	Věřte mi
- 2006	Fabulous! The Story of Queer Cinema
- 2006	Exes & Oh's
- 2004	Černá ovce
- 2004	Deník princezny 2: Královské povinnosti
- 2004	L Word, The
- 2004	Playboy z prváku
- 2003	Pink House, The
- 2002	Dámy nebo nedá mi?
- 2002	St. Sass
- 2001	Deník princezny (Lilly Moscovitzová)
- 2000	Vřískot 3 (Martha Meeksová)
- 2000	Společník
- 2000	Blue Moon
- 1999	Our Guys: Outrage at Glen Ridge
- 1999	Chci tě poznat
- 1999	Hýčkaná nevinnost
- 1999	Znovu na světě
- 1998	Klub 54 (Grace O'Sheaová)
- 1998	Strike!
- 1998	Pod pokličkou
- 1997	Ďáblův advokát (Barbara)
- 1997	Hurricane
- 1996	My z přístavu
- 1995	Welcome to the Dollhouse
- 1993	Adventures of Pete & Pete, The
- 1990	Právo a pořádek
- 1988	Roseanne